# Pediopsoides satsumensis
Pediopsoides satsumensis är en insektsart som beskrevs av Matsumura 1912. Pediopsoides satsumensis ingår i släktet Pediopsoides och familjen dvärgstritar. Inga underarter finns listade i Catalogue of Life.